# Astragalus glycyphyllos
El orozuz falso (Astragalus glycyphyllos) es una hierba de la familia de las leguminosas.

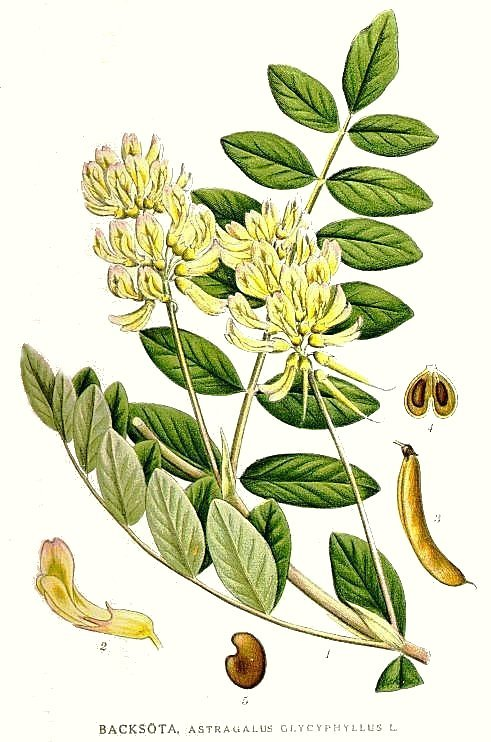
Ilustración

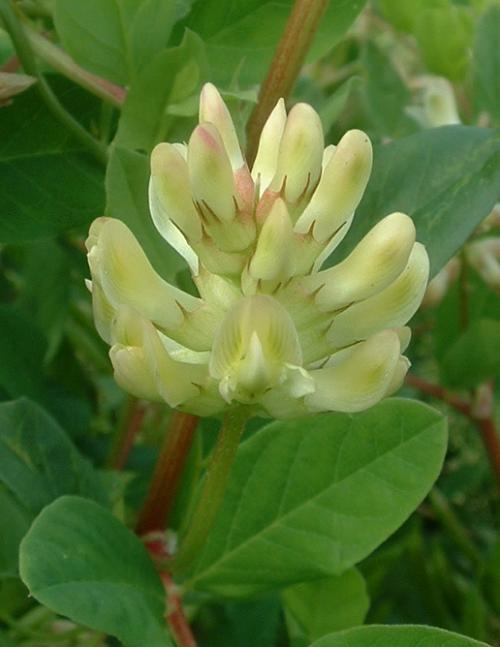
Detalle de la flor

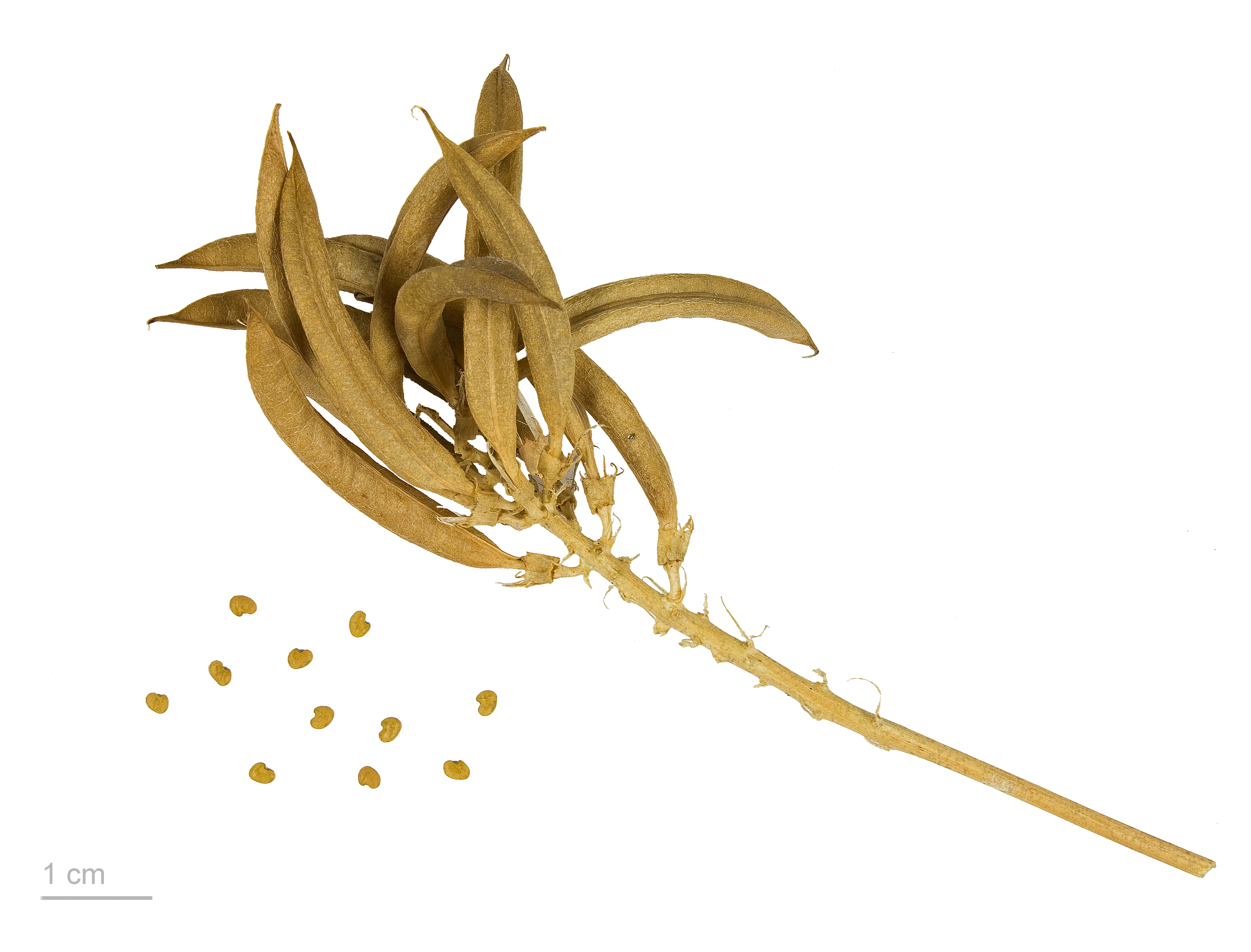
Astragalus glycyphyllos

## Caracteres
Planta robusta, erecta, extendida, perenne de 1 m o más, de hojas pinnadas, generalmente con 4-6 pares de folíolos ovados; estípulas lanceoladas. Flores crema o amarillo pálido, en inflorescencias axilares densas, mucho más cortas que las hojas. Pétalos de 1-1,5 cm, pétalo superior mellado. Cáliz con dientes cortos, glabros o con pelos negros. Vaina de 3-4 cm. Florece en primavera y verano.

## Hábitat
Zonas de arbustos o con hierba. En los melojares bien conservados y en los bosques de pino albar.

## Distribución
Gran parte de Europa, excepto Islandia.

## Propiedades
Indicaciones: es tónico, diurético, sudorífico, pectoral. En la medicina tradicional china actúa sobre los meridianos de bazo y pulmón. Pulmón: Para personas propensas a resfriados, a la sudoración espontánea, cansancio y debilidad. Bazo: Para la diarrea, cansancio, debilidad, pérdida de peso, mala cicatrización y edemas causados por insuficiencia de bazo.
Se usan las raíces, las hojas y las semillas. Entre 5 y 15 g diarios.

## Taxonomía
Astragalus glycyphyllos fue descrita por  Linneo y publicado en Species Plantarum  2: 758, en el año 1753. (1 de mayo de 1753)
Etimología
Astragalus: nombre genérico derivado del griego clásico άστράγαλος y luego del Latín astrăgălus aplicado ya en la antigüedad, entre otras cosas, a algunas plantas de la familia Fabaceae, debido a la forma cúbica de sus semillas parecidas a un hueso del pie.
glycyphyllos: epíteto latíno que significa  "hojas dulces".
Variedades aceptadas
- Astragalus glycyphyllos subsp. glycyphyllos L.

sinonimia
- Phaca baetica L. [1753, Sp. Pl., éd. 1 : 755]
- Astragalus rotundifolius J.Presl & C.Presl [1819, Fl. Cech. : 151] non Willd. [1802, Sp. Pl., 3 (2) : 1317]
- Tragacantha glycyphylla (L.) Kuntze[7]
- Astragalus glyciphyllos L.
- Astragalus glycophyllos L.
- Astragalus glycyphyllos var. rotundifolius (J.Presl & C.Presl) Celak.
- Hamosa glycyphyllos (L.) Med.
- Hedyphylla glycyphylla (L.) Rydb.
- Hedyphylla vulgaris Steven[8]

## Nombres comunes
- Castellano: astrágalo, cachoes, falso orozuz, falso regaliz, hierba de San Lorenzo, orozuz falso, regaliz borde, regaliz salvaje, regaliz silvestre.[9]